# تشارلز هال (سياسي نيوزلندي)
تشارلز هال (بالإنجليزية: Charles Hall)‏ هو سياسي نيوزلندي، ولد في 1843 في المملكة المتحدة، وتوفي في 1937 في ويلينغتون في نيوزيلندا. حزبياً، نشط في الحزب الليبيرالي النيوزيلندي. وقد انتخب عضو مجلس النواب النيوزيلندي عن دائرة Waipawa (New Zealand electorate) ‏ (1893 – 1896).